# Filip Hjulström
Henning Filip Hjulström (Lungsund, 6 ottobre 1902 – Uppsala, 26 marzo 1982) è stato un geografo svedese, noto per i suoi studi nel campo dell'idrologia e in particolare per la creazione della curva di Hjulström, che descrive empiricamente le aree di erosione, di trasporto e di deposizione dei clasti in funzione delle loro dimensioni e della velocità della corrente.

## Biografia

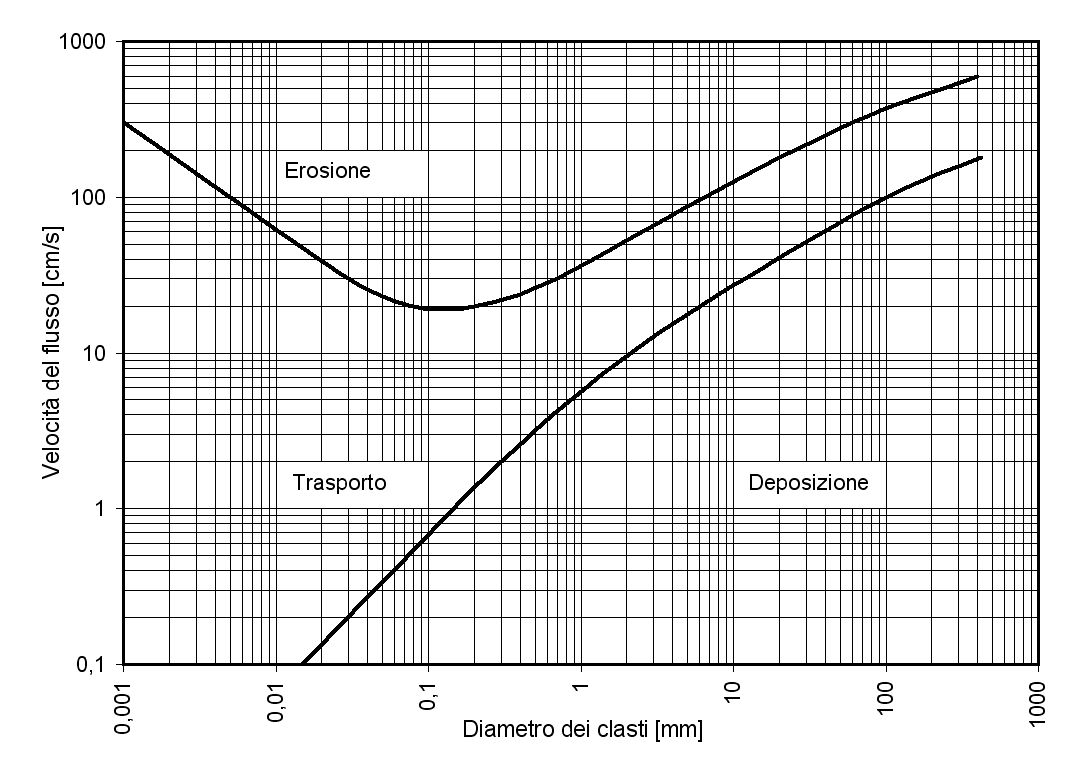
La curva di Hjulström

Filip Hjulström nacque in una piccolissima località del Värmland; divenne professore di geografia all'Università di Uppsala nel 1944, svolgendo attività di ricerca soprattutto nel campo dell'idrologia. L'interesse in ambito idrologico era nato già da studente; la sua tesi di dottorato era stata dedicata al fiume svedese Fyris e conteneva alcuni dei primi studi quantitativi sui processi geomorfologici. In particolare Hjulström ha studiato i rapporti fra le dimensioni del materiale trasportato e la velocità del corso d'acqua analizzando le sostanze portate in soluzione nei campioni di acqua prelevati dal Fyris, il fiume che scorreva nei pressi del dipartimento universitario presso il quale Hjulström svolgeva le sue ricerche. Gli studi di Hjulström sono stati continuati dai suoi discepoli (Anders Rapp, Åke Sundborg, Valter Axelsson, John O'Norrman) raccolti in quella che fu battezzata la "Scuola di Uppsala di Geografia Fisica".
Filip Hjulström  fu membro di varie accademie: fu accolto fra le altre nell'Accademia Reale Svedese delle Scienze (1956) e nell'Accademia delle Scienze Bavarese.
Filip Hjulström fu padre dell'attore Lennart Hjulström e nonno di Niklas e Carin Hjulström.